# Sant'Angelo all'Esca
Sant'Angelo all'Esca är en ort och kommun i provinsen Avellino i regionen Kampanien i Italien. Kommunen hade 801 invånare (2017).